# Blokada operacyjna
Blokada operacyjna - odizolowanie dużego zgrupowania (jednego lub kilku związków) wojsk przeciwnika od reszty jego sił zbrojnych w celu pozbawienia go swobody działań lub uniemożliwienia wzięcia udziału w decydującej bitwie i stworzenia sobie warunków do późniejszego jego zniszczenia bądź zmuszenia pod groźbą całkowitego zniszczenia do kapitulacji.